# Nitokra chelifer
Nitokra chelifer är en kräftdjursart som beskrevs av C. B. Wilson 1932. Nitokra chelifer ingår i släktet Nitokra och familjen Ameiridae. Inga underarter finns listade i Catalogue of Life.